# 玛丽安娜·诺亚克
玛丽安娜·诺亚克（德語：Marianne Noack，1951年10月5日—），德国女子竞技体操运动员。她曾代表东德参加1968年夏季奥林匹克运动会体操比赛，获得女子团体全能铜牌。